# Жондкевич, Юзеф
Юзеф Жондкевич (пол. Józef Rzodkiewicz; 1774, с. Пшибыщице (ныне Лодзинское воеводство Польша) — 24 июля 1828, Лович) — польский военачальник, полковник, повстанец.

## Биография
Шляхтич герба Сас. С 1789 года служил в кавалерии. Участник Русско-польской войны (1792). В битве под Дубенкой под предводительством Тадеуша Костюшко получил ранение.
Участвовал в восстании Костюшко и обороне Варшавы в 1794 году.
По приказу генерала Я. Домбровского, был отправлен в военную экспедицию в Великую Польшу, сражался у Лабишина и Быдгоща.
После подавления восстания, побывал в лагерях военной эмиграции в Валахии (Османская империя).
В марте 1797 присутствовал при провозглашении «Акта о народном восстании Речи Посполитой», вошёл в состав Национального объединения.
В мае-июне 1797 года участвовал в неудачной попытке поднять восстание в Восточной Галиции, которую возглавлял бригадир Иоахим Дениско. В составе отряда из 200 кавалеристов пересёк австрийскую границу у Залещиков и вторгся в Буковину, Дениско тогда объявил манифест об отмене крепостного права. 30 июня 1797 года поляки потерпели поражение от австрийских войск при Добрыновцах и вынуждены были уйти в Турцию (11 шляхтичей были пленены и казнены 11 июля 1797). В сражении с австрийцами был ранен (7 сабельных и штыковая раны), попал в плен и заключён в тюрьму во Львове. Приговорённый к смертной казни, после вмешательства и заступничества польской шляхты, амнистирован императором Францем II Габсбургом.
Участник наполеоновских войн. В чине капитана служил в армии Герцогства Варшавского.
В 1809, бывалый кавалерист, ветеран войны против России, участвовал в войне Варшавского герцогства с Австрией, служил в кавалерийском галицийско-французском полку под началом Юзефа Понятовского. Несколько раз был тяжело ранен.
Получил чин майора. В составе гусарского полка в 1812—1813 годах прошёл с Великой Армией путь от Москвы до Лейпцига. Участвовал в Битве народов.
После поражения отступил во Францию, в 1813 приняв бой при Ханау.
Был произведён в чин полковника-лейтенанта французской службы. В 1814 принят в почётную офицерскую гвардию.
После амнистии Александра I и возвращения на родину служил в армии Царства Польского. С 1816 года в уланском полку.
В 1819 подполковник Жондкевич — член Капитула ложи Рыцари Звезды на Востоке Варшавы (шотландского ритуала).